# Неодређеност умножака јединице количине података
Бит је основна а бајт честа јединица за количину података или величину меморије које те податке може да „запамти“. Бит је атомска, најелементарнија јединица количине информације, али из практичних разлога није основна адресибилна јединица информације. У ту сврху је извршено груписање битова у једнаке низове које понекад зовемо речи. Те речи су назвате бајтови, а стандардна дужина речи се временом усталила на 8 бита односно октете. Кроз историју рачунара капацитети меморија су значајно расли и, паралелно са тим растом, и потреба за већим јединицама. Како СИ систем прописује једноставне, стандардне, префиксе за имена јединица (кило, мега, гига, ...) који умножавају јединицу са одговарајућим фактором (103, 106, 109, ...) било је логично употребити исте префиксе и за бајт.
Бит и бајт су, међутим, јединице мере података бинарних дигиталних рачунара, што значи да они интерно раде у бинарном бројном систему. СИ префикс „кило“ представља умножак од 1000 (хиљаду) пута што је округао број у декадном систему али не и у бинарном: (1111101000)2. Због начина израде бинарних дигиталних рачунара, много је једноставније радити са блоковима меморије чији су капацитети „округли“ бројеви у бинарном систему. Уколико би неки рачунар имао тачно 1000 (хиљаду) бајтова меморије и требало би га проширити за још хиљаду то би било значајно компликованије јер захтева више прорачуна - не може се посматрати само једна цифра адресе него више њих.
Због тога је постало уобичајено да умношци капацитета примарних меморија рачунара не буду они класични из СИ система (степени броја 10) већ приближни степени броја 2 (јер је 2 основа бинарног бројног система). Тако:
- префикс „кило“ означава умножак од 1024 (210), што је приближно класичном 1000
- префикс „мега“ означава умножак од 1024×кило односно 1.048.576 (220), што је приближно класичном 1.000.000
- итд.

Ова пракса, међутим, није одговарала у свим ситуацијама. Секундарне меморије нису имале исте системе адресирања па ово није било потребно. Брзина преноса информација, изражена у броју битова или бајтова у јединици времена је, такође, најчешће изражавана у класичном (декадном, СИ) систему, а не у „прилагођеном“ бинарном.
Произвођачи и продавци тврдих дискова великог капацитета су желели да капацитети њихових производа изгледају веће, па су користили ону дефиницију умношка која је мања, односно резултује већим привидним капацитетом. Рецимо уређај која може да запамти тачно 5.000.000 (5 милиона) бајтова је декларисан као 5 мегабајта, што би по „бинарној“ дефиницији било свега 4.768 мегабајта. То је наравно, довело и до недоследности - меморију рачунара капацитета 8 мегабајта није могуће снимити на тврди диск од 8 мегабајта зато што је капацитет меморије изражен у бинарним јединицама (8.388.608 бајтова) а диска у декадним (8.000.000 бајтова) што је 388,608 бајтова мање. Разлика се повећава са капацитетом: меморија од 1 гигабајта захтева спољну меморију од бар 1.074 гигабајта ради снимања комплетног садржаја.
Да би се умањила ова неодређеност направљен је стандард  чији део дефинише посебне префиксе за „бинарне“ умношке чија имена подсећају на класичне, али нису иста: 
- киби - кило-бинарно
- меби - мега-бинарно
- гиби - гига-бинарно
- теби - тера-бинарно
- пеби - пета-бинарно
- ексби - екса-бинарно
- зеби - зета-бинарно
- јоби - јота-бинарно

Употребом овог стандарда за бинарне умношке елиминише се део неодређености. Употреба класичних префикса је резервисана за стандардне декадне умношке али, због честе употребе и великог броја постојећих текстова, читалац мора да пронађе тачну дефиницију из самог контекста, уколико је то, уопште, могуће.
Најчешће важе следећа правила:
- Капацитет примарне меморије рачунара и свих осталих меморија које су интерно израђене и организоване са бинарним адресама, као и дужина податка у таквим меморијама се изражава са „бинарним“ префиксима.
- Капацитет осталих меморија (нпр. секундарних) рачунара, као и дужина податка у њима се изражава са „бинарним“ префиксима.
- Брзине преноса података (количина пренесених података у јединици времена, нпр. брзина модема) најчешће користе декадне префиксе.